# ピアノ協奏曲 (ラヴェル)
『ピアノ協奏曲ト長調』（ピアノきょうそうきょくとちょうちょう、仏:  Le Concerto en sol majeur）は、フランスの作曲家モーリス・ラヴェルが最晩年に作曲した2曲のピアノ協奏曲のうちの一つ。死の6年前（1931年）に完成され、完成作品としては最後から2番目にあたる。並行して作曲された『左手のためのピアノ協奏曲』（1930年完成）の重厚さとは対照的な陽気で華やかな性格を持ち、生き生きとしたユーモアと優雅な叙情性にあふれている。作品中には、ラヴェルの母の出身地であるバスク地方の民謡や、スペイン音楽、ジャズのイディオムなど、多彩な要素が用いられているが、ラヴェル自身は「モーツァルトやサン＝サーンスと同じような美意識」に基づいて作曲したと語っている。

## 作曲の経緯
ラヴェルは、1928年に行った自作を指揮してのアメリカ合衆国演奏旅行が大歓迎で迎えられたことから、ヨーロッパ、北アメリカ、南アメリカ、アジアを回る大規模な2度目の演奏旅行を計画し、これに向けて自身がソリストを務めることを前提としたピアノ協奏曲の作曲にとりかかった。ラヴェルの友人ギュスターヴ・サマズイユによれば、ラヴェルには1906年に着手したものの未完で終わってしまったバスク風のピアノ協奏曲『サスピアク＝バット』（“Zazpiak Bat”）があり、この主題の一部がピアノ協奏曲に転用されたとされる。
作曲は1929年に着手されたが、同年冬からは『左手のためのピアノ協奏曲』との同時進行となり、『左手のためのピアノ協奏曲』完成からさらに丸1年を経過した1931年にようやく完成した。
完成当初、ラヴェルは自身のピアノ兼指揮で初演することを望んでいたが、自分の力量を見極めて（体調不良で医者から静養を薦められたこともあった）、信頼するピアニスト、マルグリット・ロンに独奏を任せた。2か月近いリハーサルの末、1932年1月14日、パリのサル・プレイエルにおいて、ロンの独奏とラヴェル自身が指揮するラムルー管弦楽団によって行われた初演は大成功をおさめ、作品は初演ピアニストのロンに献呈された。ただし、初演の時の実際の指揮者は、ペドロ・デ・フレイタス・ブランコであったという説もある。初録音のレコードはフレイタス・ブランコが指揮し、ラヴェルはレコーディング・ディレクター的な立場だったにも拘らず、マーケティング面を考慮してラヴェルが指揮したことにされたという。
当初予定されていた演奏旅行はラヴェルの健康状態の悪化により、ウィーン、プラハ、ロンドン、ワルシャワ、ベルリン、アムステルダムなど、ヨーロッパの20の都市を回るものに縮小されたが、ピアノ協奏曲は各地で好評をもって迎えられ、多くの会場において、鳴り止まぬ拍手に応えて第3楽章がアンコール演奏された。

## 楽器編成
『左手のためのピアノ協奏曲』とは対照的にオーケストラの規模は小さいが、管楽器や打楽器の多彩さとハープの使用が共通する。
- 独奏ピアノ
- ピッコロ1
- フルート1
- オーボエ1
- コーラングレ1
- E♭クラリネット1
- B♭クラリネット（A管持ち替え）1
- ファゴット2
- ホルン2
- トランペット（C管）1、
- トロンボーン1
- ティンパニ2
- 打楽器2名[11]（大太鼓、小太鼓、シンバル、タムタム、トライアングル、ウッドブロック、鞭）
- ハープ1
- 弦五部（第1ヴァイオリン8、第2ヴァイオリン8、ヴィオラ6、チェロ6、コントラバス（五弦のもの）4）[12]

## 楽曲構成
『左手のためのピアノ協奏曲』は単一楽章であるが、この作品では古典的な「急 - 緩 - 急」の3楽章構成となっている。

### 第1楽章
Allegramente（アレグラメンテ、「明るく、楽しげに」の意）, 2/2拍子, ト長調。
ソナタ形式。ピシャリという鞭の音でインパクト強く始まり、ピアノが奏でる複調のアルペッジョに乗ってピッコロがバスク風の第1主題を奏でる。ややテンポを落とし（Meno vivo）、ピアノがロ短調の第2主題を奏でるが、この主題についてはスペイン風であるとも、ブルース風であるともされている。提示部ではさらに3つの主題が現れ、その後、展開部、再現部と進むが、型通りのソナタ形式ではない。特に再現部末尾において、ピアノのカデンツァに先立ちハープ・木管楽器によるカデンツァが挿入されている点は独創的である。途中で仄かな感傷的部分を挟みながらも、終始リズミカルでユーモラスなイメージが続き、ブルーノートの使用やトロンボーンのグリッサンド、トランペットのフラッタータンギングなどにジャズの影響がうかがえる。

### 第2楽章
Adagio assai, 3/4拍子, ホ長調。
叙情的なサラバンド風の楽章。ラヴェルの『亡き王女のためのパヴァーヌ』や、サティの『ジムノペディ』に通じる擬古的な美しさをたたえており、モーツァルトのクラリネット五重奏曲に感化されたとも言われる。冒頭のピアノ独奏は、全108小節の3分の1弱にあたる33小節間、時間にして2分以上もあり、ピアノ協奏曲としては異例の長さである。旋律は3/4拍子であるが、楽章の終止まで常に続けられる伴奏は6/8拍子のように書かれており、一種のポリリズムを形成している。長い独奏による主題提示の後に、弦の繊細な和声にのってフルート、オーボエ、クラリネットが途切れること無く旋律を歌い上げ、ファゴットやホルン等も出て来て盛り上がった後、コーラングレのソロが最初の主題を再現する。ここではピアノがアラベスク風の装飾的な音符によってコーラングレと対話し、短2度や長7度の不協和音を奏でる弦が音楽を一層感傷的なものにする。コーラングレのソロが終わった後、木管楽器が旋律を受け継ぎ、ピアノのトリルで儚げに終わる。簡素ながらも精緻な筆致による美しい音色は、ラヴェルの作品の中でも際立っている。

### 第3楽章
Presto, 2/2拍子, ト長調。
ドラムロールに乗ってトランペットを中心とする金管楽器が特徴的なリズムを刻み、ストラヴィンスキーの『ペトルーシュカ』やサティの『パラード』に通じる、サーカスやパレードのような雰囲気で開始される。第2楽章と打って変わった諧謔さを持ち、活力にあふれた動的な楽章である。ピアノはトッカータ風で、只の半音階を左右のオクターヴにずらしたりなど、独特の使い方も見せる。冒頭のリズムのほか、甲高い変ホ調クラリネットによる第1の主題、平行和音による第2の主題、6/8拍子の行進曲風の第3の主題が登場し展開される。変則的なソナタ形式と見なすこともできる。前2つの楽章に比べると短いが、「管弦楽の魔術師」ラヴェルらしい巧みなオーケストレーションにより各楽器が活躍し、楽章冒頭のリズムによって華やかに曲を締める。

## 演奏時間
- 約20分（各8分、9分、3分）

## 出版
- デュラン社
- 全音楽譜出版社
- 日本楽譜出版社